# Shae-Lynn Bourne
Shae-Lynn Bourne (* 24. Januar 1976 in Chatham, Ontario, Kanada) ist eine ehemalige kanadische Eiskunstläuferin, die im Eistanz startete.

## Leben
Bourne begann im Alter von sieben Jahren mit dem Eislaufen. Ihr Bruder Christopher ist ebenfalls Eiskunstläufer. Sie startete zunächst im Paarlauf zusammen mit Andrew Bertleff. Später wechselte sie zum Eistanz und fand einen neuen Partner in Victor Kraatz.
Das Eistanzpaar hatte nacheinander mehrere Trainer, Josée Picard, Eric Gillies, Tatjana Tarassowa, Natalja Dubowa, Uschi Keszler, Marina Klimowa und Sergei Ponomarenko sowie Nikolai Morosow. Victor Kraatz startete für den CPA Boucherville. Zum Ende ihrer Amateurkarriere trainierten Bourne und Kraatz in Newington, Connecticut.
1993 wurden Bourne und Kraatz zum ersten Mal kanadische Eistanzmeister und debütierten bei Weltmeisterschaften. 1996 gewannen sie mit Bronze ihre erste Weltmeisterschaftsmedaille. Das gleiche Ergebnis erreichten sie auch 1997, 1998 und 1999. 1999 gewannen sie in Halifax die erstmals ausgetragenen Vier-Kontinente-Meisterschaften. Dies gelang ihnen 2001 und 2003 erneut. 2002 wurden sie Vize-Weltmeister und 2003 in Washington schließlich Weltmeister. Es war der erste WM-Titel im Eistanz für ein kanadisches und nordamerikanisches Paar überhaupt. Drei Mal nahmen Bourne und Kraatz an Olympischen Spielen teil, jedoch ohne eine Medaille zu gewinnen. 1994 belegten sie den zehnten Platz und 1998 sowie 2002 wurden sie Vierte. Nach dem Gewinn der Weltmeisterschaft beendeten sie 2003 ihre Wettkampfkarriere.
Bourne und Kraatz wurden insgesamt zehnmal kanadische Meister und gewannen sechsmal beim Grand-Prix-Wettbewerb Skate Canada, womit sie jeweils Rekordsieger sind. Zweimal waren sie beim Grand-Prix-Finale siegreich.
Am 12. August 2005 heiratete Shae-Lynn Bourne in Chatham ihren ehemaligen Trainer Nikolai Morosow. Die Ehe wurde zwei Jahre später wieder geschieden.
Bourne arbeitet als Choreografin. In dieser Funktion erstellte sie Programme für u. a. Jeremy Abbott, Kiira Korpi, Joannie Rochette, Daisuke Takahashi, Pang Qing und Tong Jian. Im Moment arbeitet sie mit Kaitlyn Weaver und Andrew Poje zusammen.
Bourne lief weltweit solo bei Shows und Tourneen, wie Stars On Ice, Champions on Ice in Nordamerika und Japan, Art On Ice in der Schweiz, den Ice All Stars 2009 und dem Festa On Ice 2010 in Seoul, Süd-Korea.

## Ergebnisse
Eistanz
(mit Victor Kraatz)
| Wettbewerb / Jahr               | 1993  | 1994  | 1995  | 1996  | 1997  | 1998  | 1999  | 2000  | 2001  | 2002  | 2003  |
| ------------------------------- | ----- | ----- | ----- | ----- | ----- | ----- | ----- | ----- | ----- | ----- | ----- |
| Olympische Winterspiele         |       | 10.   |       |       |       | 4.    |       |       |       | 4.    |       |
| Weltmeisterschaften             | 14.   | 6.    | 4.    | 3.    | 3.    | 3.    | 3.    |       | 4.    | 2.    | 1.    |
| Vier-Kontinente-Meisterschaften |       |       |       |       |       |       | 1.    |       | 1.    |       | 1.    |
| Kanadische Meisterschaften      | 1.    | 1.    | 1.    | 1.    | 1.    | 1.    | 1.    |       | 1.    | 1.    | 1.    |
| –                               |       |       |       |       |       |       |       |       |       |       |       |
| Grand-Prix-Wettbewerb / Saison  | 92/93 | 93/94 | 94/95 | 95/96 | 96/97 | 97/98 | 98/99 | 99/00 | 00/01 | 01/02 | 02/03 |
| Grand-Prix-Finale               |       |       |       |       | 4.    | 1.    | 2.    |       | 5.    | 1.    |       |
| Skate America                   |       |       |       |       |       |       |       |       | 3.    |       | 1.    |
| Skate Canada                    | 6.    | 3.    | 1.    | 1.    | 1.    | 1.    | 1.    |       |       | 1.    |       |
| Trophée Eric Bompard            |       |       |       |       |       |       |       |       |       | 2.    |       |
| Cup of Russia                   |       |       |       |       |       |       |       | 2.    |       |       |       |
| NHK Trophy                      |       |       |       | 2.    |       | 2.    | 1.    |       |       |       |       |
| Bofrost Cup on Ice              |       | 5.    |       |       | 2.    |       | 2.    |       | 3.    |       |       |

- Z = Zurückgezogen